# Anthonyville
Anthonyville è una città nella contea di Crittenden, nello Stato americano dell'Arkansas. Nel censimento del 2010 aveva una popolazione di 161 abitanti e una densità abitativa di 550,11 abitanti per km².

## Geografia fisica
Anthonyville si trova alle coordinate 35°02′23″N 90°20′26″W.
Anthonyville ha una superficie totale di 0,29 km² dei quali 0,29 sono di terra ferma e 0,00 km² sono di acqua.